# 广喊
23°53′16″N 97°37′20″E / 23.88777°N 97.62229°E
广喊，是中华人民共和国云南省德宏州瑞丽市弄岛镇下辖的一个自然村，隶属雷允行政村。

## 特点
广喊有广喊渡口，位于南畹河上，1975年开始摆渡有木船1只。1988年，广喊公路建成通车后，雷允通道成为中国广喊通往缅甸棒喊的要道。附近有广喊温泉，位于村引水渠左侧，海拔760米，水温28℃。

## 图库

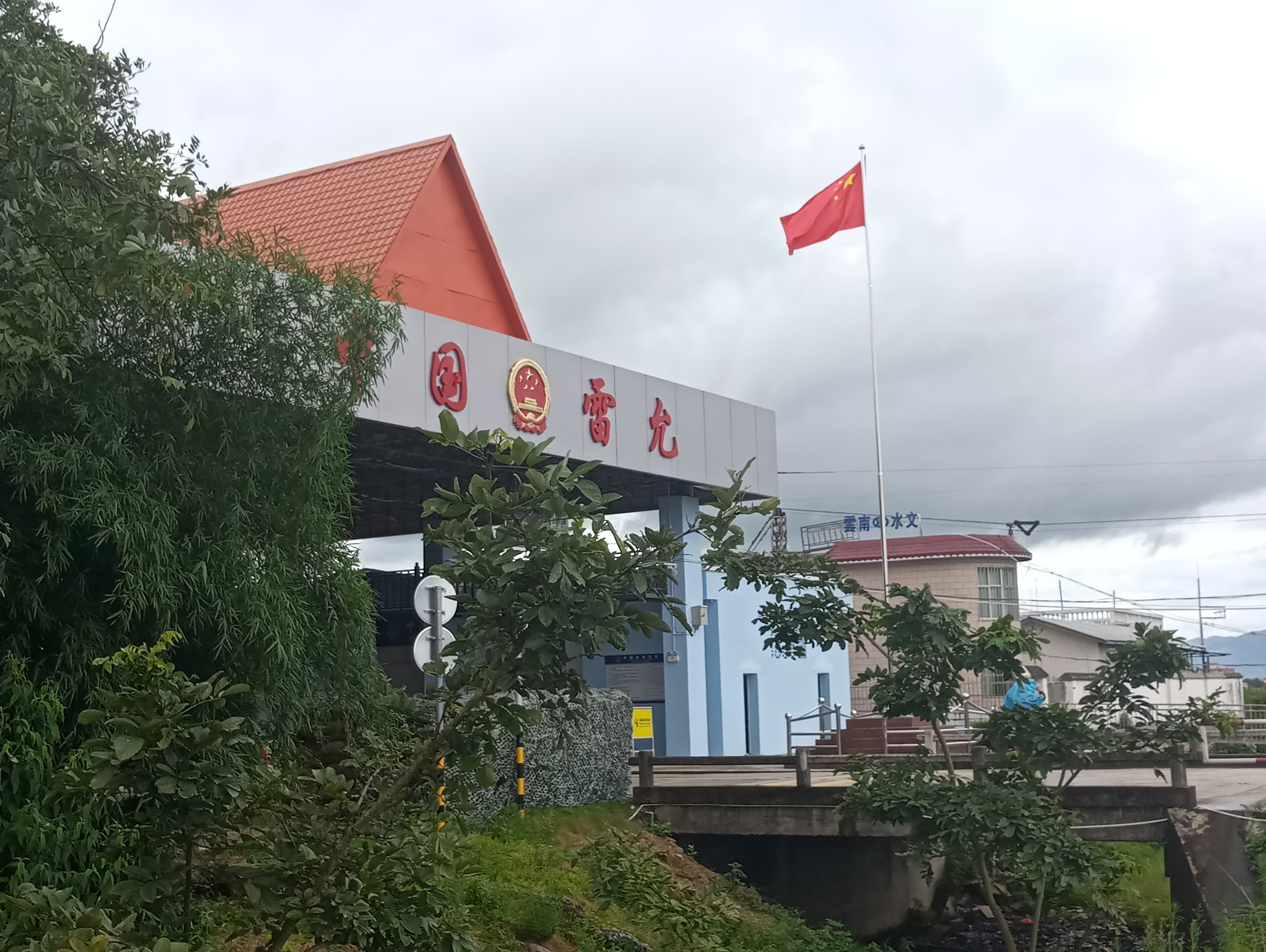
位于广喊东南侧的雷允通道
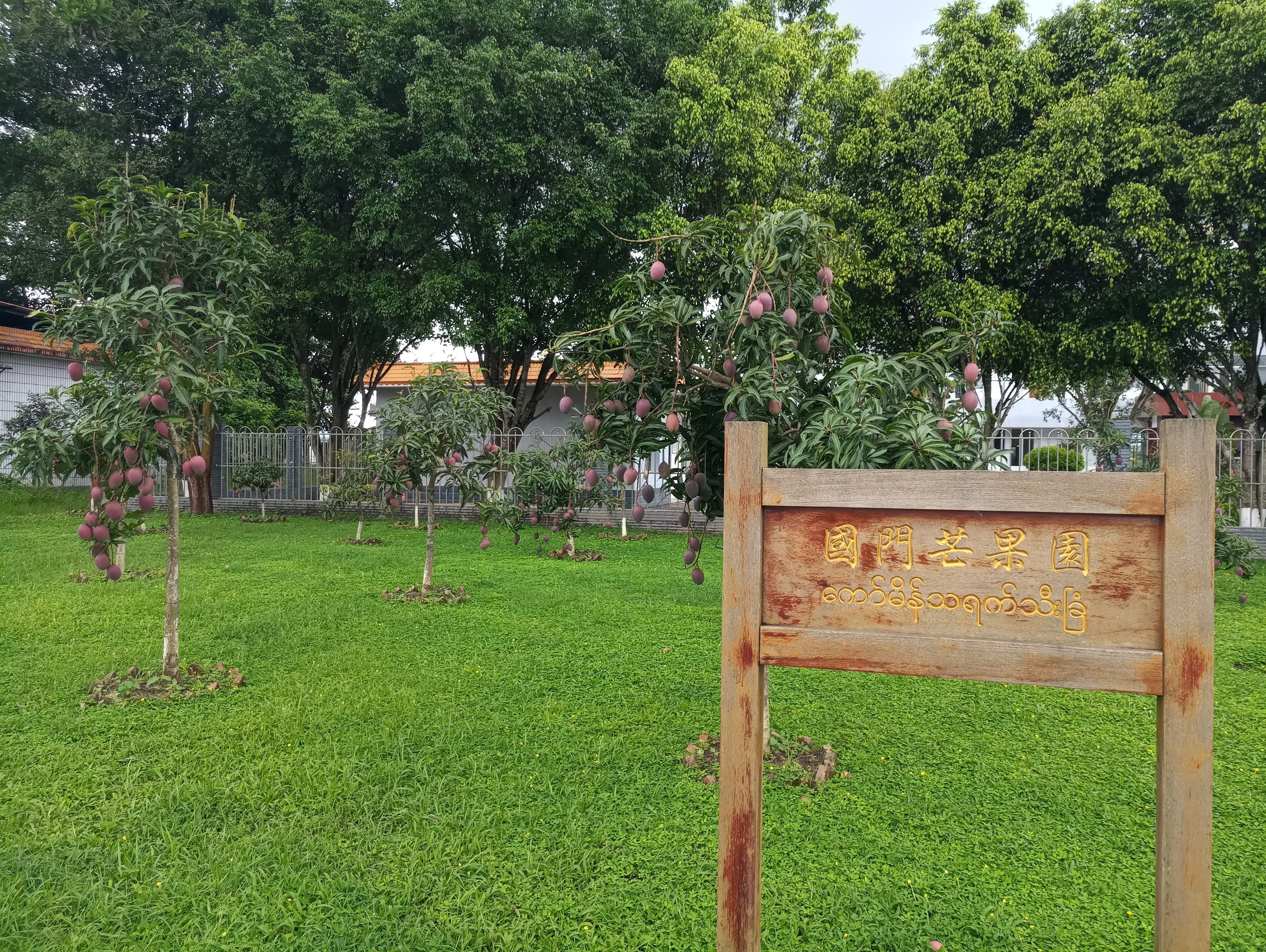
位于广喊东南侧雷允通道的芒果园
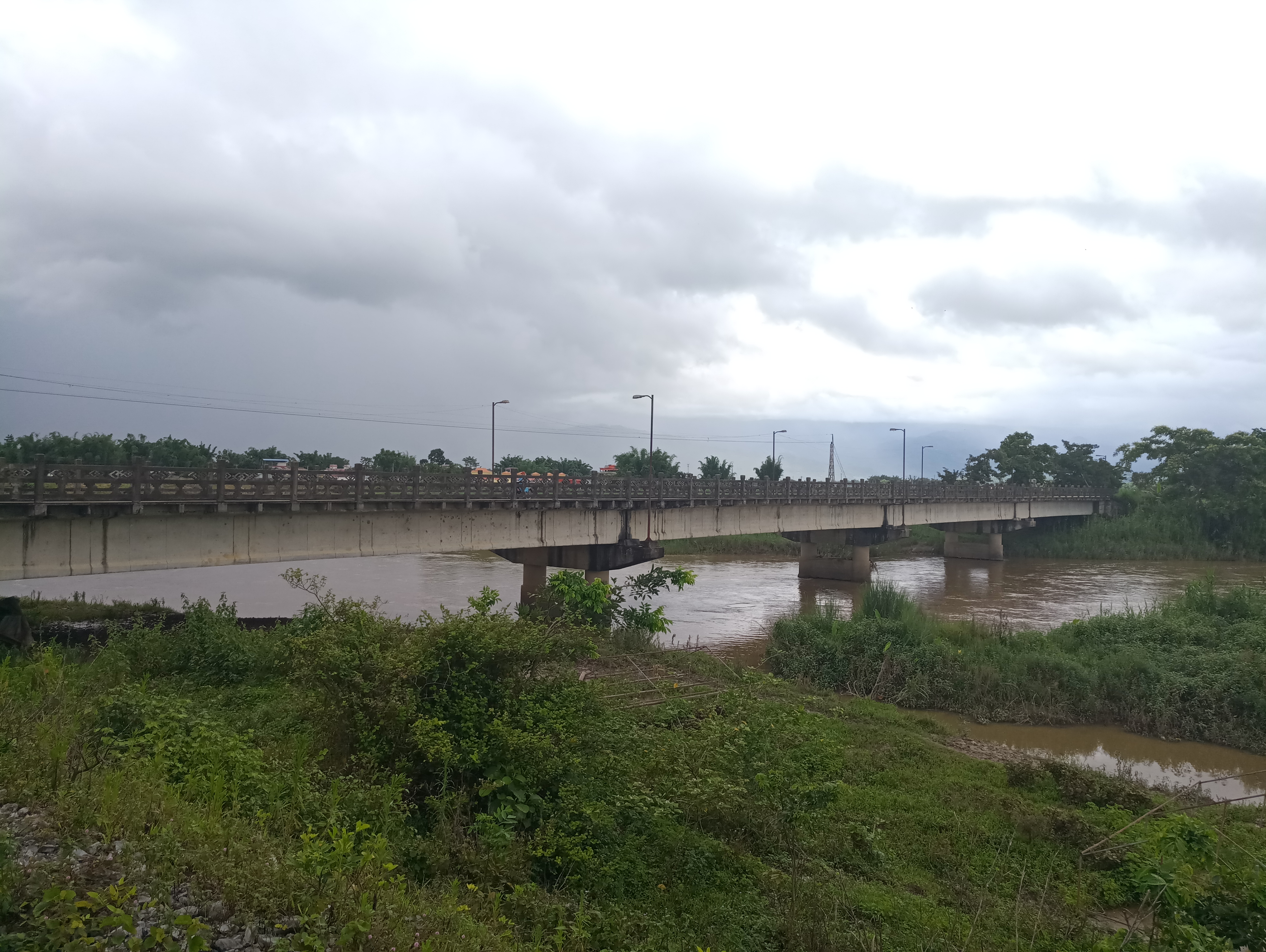
从中国广喊一侧拍照的雷允通道南畹河雷允桥
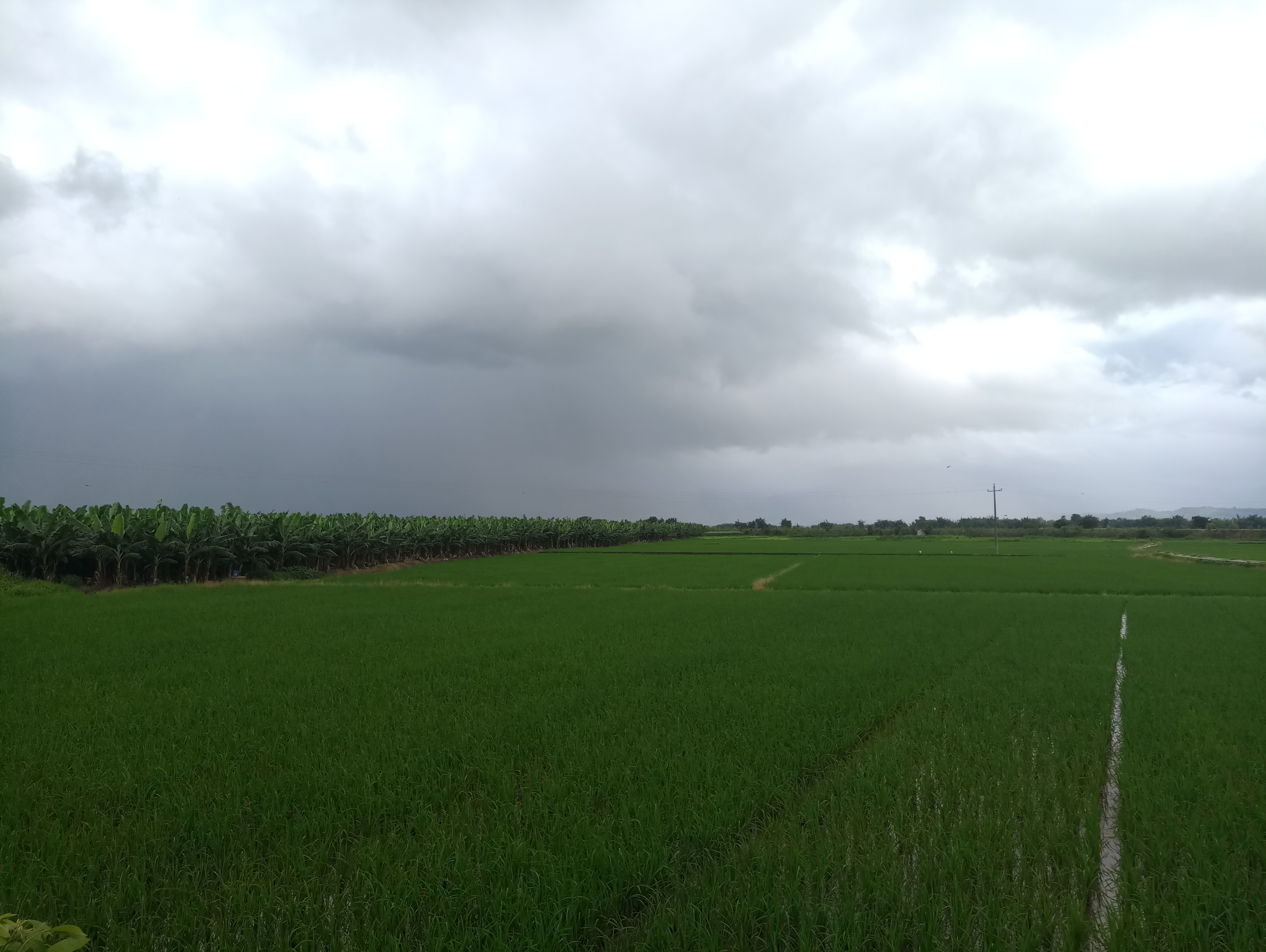
位于广喊的瑞丽农场弄岛分场水稻田
位于广喊的瑞丽农场弄岛分场水稻田
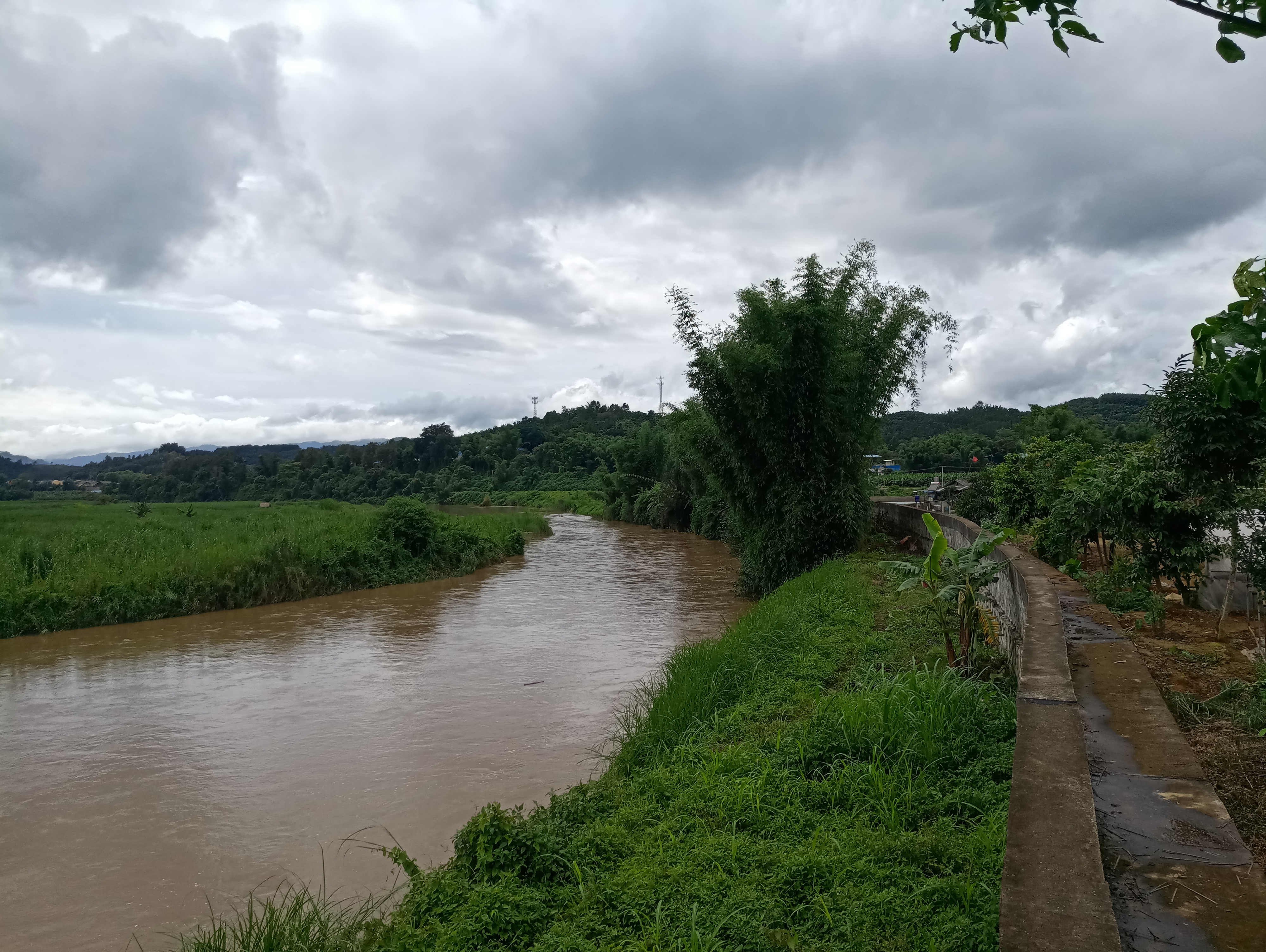
从广喊一侧可看到南畹河和对岸的缅甸
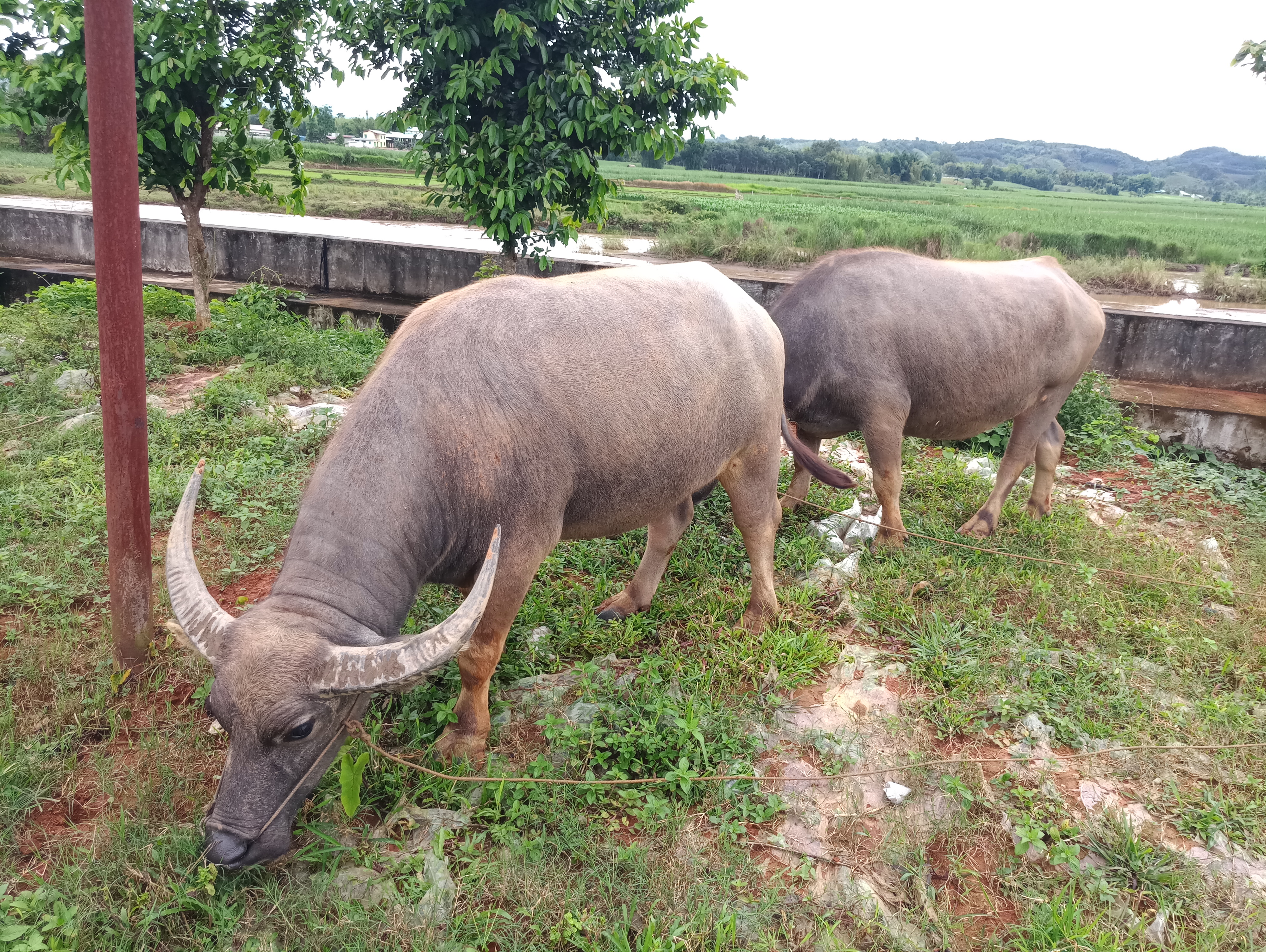
位于广喊的瑞丽农场弄岛分场水牛